# Иван Левенов
Иван Андонов Левенов е български революционер, деец на Вътрешната македоно-одринска революционна организация.

## Биография
Иван Левенов е роден в 1870 година в неврокопското село Каракьой, тогава в Османската империя. В 1899 година се присъединява към ВМОРО. В 1901 година като четник на Гоце Делчев участва в пла за нападение над войска, за да се спре потурчването на българки. Четата от четирима души се присъединява към Илия Кърчовалията. След това през зимата минава в Пещерско, Свободна България. В 1902 година участва в сражение край Гостун с башибозук и войска. Урежда революционни комитети в Гостун и Осеново. С четата на Иван Апостолов Копаран чауш минава от Неврокоп в Зърнево и отваря за българите затворените от гъркоманите църква. В 1902 година във Волак са предадени и се сражават с войска, като Левенов, заедно с други четници е ранен. След оттеглянето в планината, четата води ново сражение в продължение на три дена. След възстановяването си, отново става четник. В 1903 година участва в Илинденско-Преображенското въстание и на път за Демир Хисар се сражава с войска. В 1912 година, по време на Балканската война, е част от четите на Александър Буйнов и Тодор Паница, с които превзема Неврокоп и води други сражения с османците.
В 1925 година със семейството си се изселва в Свободна България и се установява в Разлог. На 10 април 1943 година, като жител на Разлог, подава молба за българска народна пенсия, която е одобрена и пенсията е отпусната от Министерския съвет на Царство България.
Синът му Костадин Левенов (1912 - 1944) е деец на Българската комунистическа партия.